# Pelorembia tumidiceps
Pelorembia tumidiceps is een insectensoort uit de familie Anisembiidae, die tot de orde webspinners (Embioptera) behoort. De soort komt voor in Mexico (Guerrero).
Pelorembia tumidiceps is voor het eerst wetenschappelijk beschreven door Ross in 1984.